# Près de moi
Singles de Lorie
Je serai (ta meilleure amie)
(2001)
Près de moi est le premier single de la chanteuse française Lorie, issu de son premier album studio Près de toi. Ce single s'est écoulé à plus de 630 000 exemplaires et a ainsi été certifié disque de platine en France en 2002 avec 500 000 ventes certifiées. Il est resté 32 semaines consécutives dans le classement français des ventes de singles.

## Genèse
Le titre Près de moi a été écrit en 2000 par Louis Element et Johnny Williams. Lorie, voulant devenir chanteuse, entend parler du titre, se présente aux producteurs et en devient l'interprète. Au départ, le titre sera placé en téléchargement gratuit sur internet car aucune maison de disques ne le veut. Celui-ci est un succès et se télécharge plus de 15 000 fois en deux mois, ce qui permet à Lorie de signer son contrat avec la maison de disques Epic.
Le titre sort en version single 2 titres le 2 mai 2001 et se hisse très vite au sommet du classement. Devant normalement sortir le 24 avril 2001 dans le commerce, un retard de fabrication repousse sa sortie au jour du 19e anniversaire de Lorie.

## Clip vidéo
Le clip a été tourné à Miami en février 2001, le réalisateur était Vincent Egret et il a été produit par Yul Films.

## Liste des pistes
- CD single (avec bande blanche) + réédition (sans bande blanche)

1. Près de moi (Radio Edit) (3:43)
2. Près de moi (Groove Mix) (3:25)

- Vinyle

1. Près de moi (Groove Club Mixx) (4:56)
2. Près de moi (Nice Club Mix) (3:51)
3. Près de moi (Radio Edit) (3:51)

- Versions remixées

Ces versions sont disponibles sur la réédition de l'album Près de toi.
- Près De Moi (Cutty Remix) (4:24)
- Près De Moi (Groovy Club Mix) (4:55)
- Versions anglaises
- By My Side (3:42)
- Forget Me Not (3:44)

By my side a été écrit par son compagnon de l'époque, Billy Crawford. Il est disponible sur la réédition de l'album Près de toi.

Forget Me Not n'est disponible que sur la version japonaise de l'album Près de toi.

## Crédits
- Auteurs compositeurs : Louis Element et Johnny Williams
- Guitare et bass : Mickael Lapie
- Chœurs : Magalie Ripol et Noam Kaniel
- Photo : Youri Lenquette

## Classements et certifications
| Pays          | Meilleure position | Semaines dans le classement |
| ------------- | ------------------ | --------------------------- |
| France        | 2                  | 32                          |
| Belgique (Fr) | 1                  | 30                          |

| Pays          | Meilleure position |
| ------------- | ------------------ |
| France        | 9 (2001)           |
| Belgique (Fr) | 14 (2001)          |

### Certifications et ventes
| Pays    | Certification | Date          | Ventes certifiées | Ventes réelles |
| ------- | ------------- | ------------- | ----------------- | -------------- |
| France, | Or            | 17 avril 2002 | 250 000           | + 634 000      |
| France, | Platine       | 17 avril 2002 | 500 000           | + 634 000      |